# Sotrovimab
Sotrovimab, pod zaščitenim imenom Xevudy, je človeško nevtralizirajoče monoklonsko protitelo z učinkovitostjo pri okužbi z virusom SARS-CoV-2, ki povzroča covid 19. Razvili so ga pri podjetjih GlaxoSmithKline in Vir Biotechnology, Inc. Deluje tako, da kot antigen prepozna konično beljakovino virusa SARS-CoV-2. Podatki iz predkliničnih preskušanj kažejo, da je sotrovimab učinkovit tudi proti koronavirusni različici omikron, vendar pa o učinkovitosti ni dovolj zanesljivih dokazov.
Najpogostejša neželena učinka sta preobčutljivostna (alergijska) reakcija in z infundiranjem povezana reakcija.

## Klinična uporaba
V Evropski uniji je sotrovimab indiciran za zdravljenje covida 19 pri odraslih in mladostnikih (starih 12 let in več ter s telesno maso vsaj 40 kilogramov), ki ne potrebujejo dodatka kisika in imajo povečano tveganje za hudo obliko bolezni.
Zdravilo se daje z intravenskim infundiranjem, v enkratnem odmerku. Želeno je, da se uporabi v prvih petih dneh od pojava prvih simptomov bolezni.

## Mehanizem delovanja
Sotrovimab je monoklonsko protitelo, ki kot antigen prepozna konično beljakovino virusa SARS-CoV-2. Z vezavo na konično belkakovino sotrovimab prepreči pritrjevanje virusa na celični receptor, imenovan angiotenzinska konvertaza 2 (ACE2), in zlitje virusa s celico.